# Ольборг (коммуна)
Ольборг (дат. Aalborg Kommune) — датская коммуна в составе области Северная Ютландия. Площадь — 1143,99 км², что составляет 2,65 % от площади Дании без Гренландии и Фарерских островов. Численность населения на 1 января 2008 года — 195145 чел. (мужчины — 97275, женщины — 97870; иностранные граждане — 9103).

## История
Коммуна была образована в 2007 году из следующих коммун:
- Хальс (Hals)
- Нибе (Nibe)
- Сайльфлод (Sejlflod)
- Ольборг (Aalborg)

## Изображения

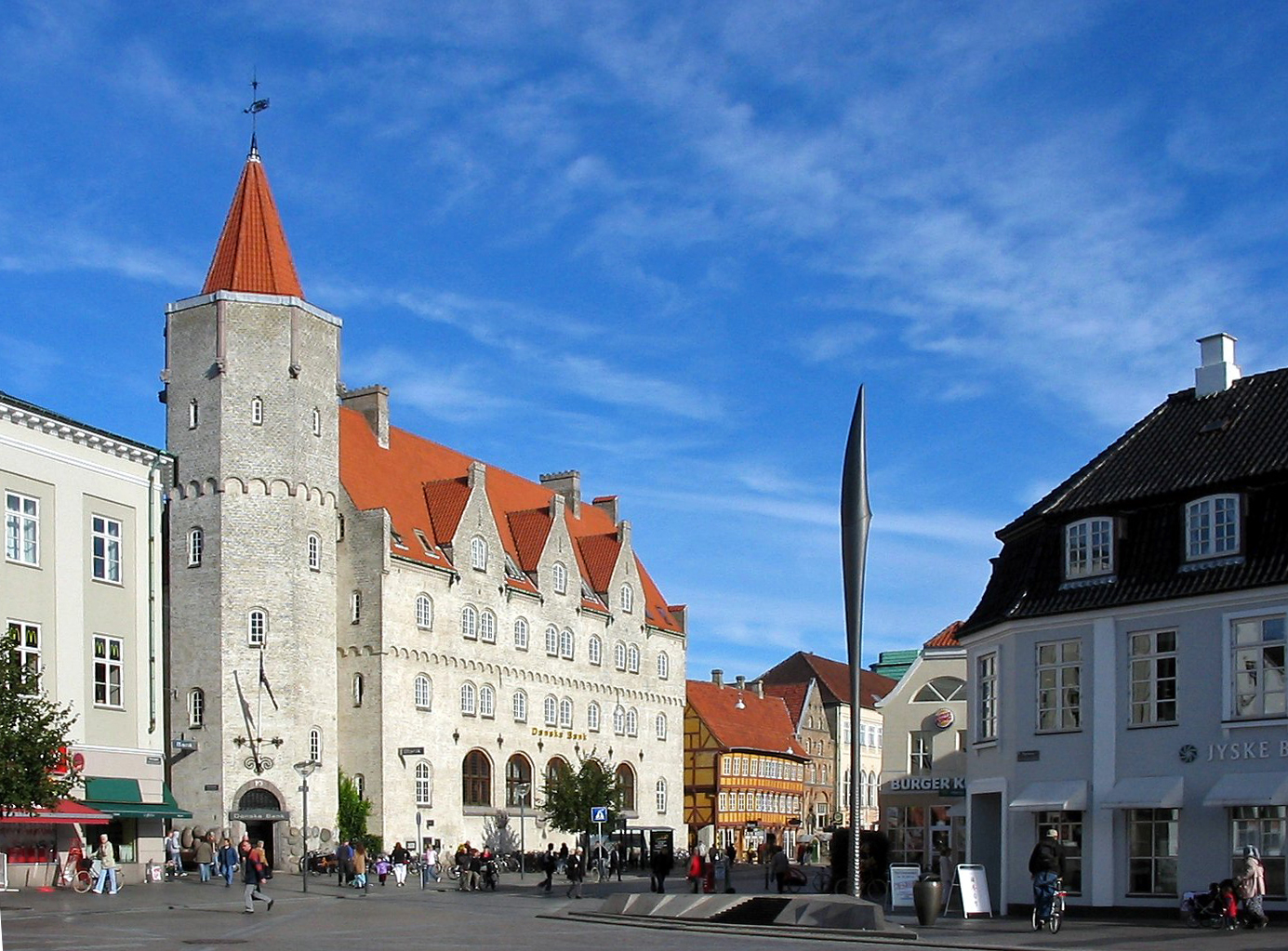
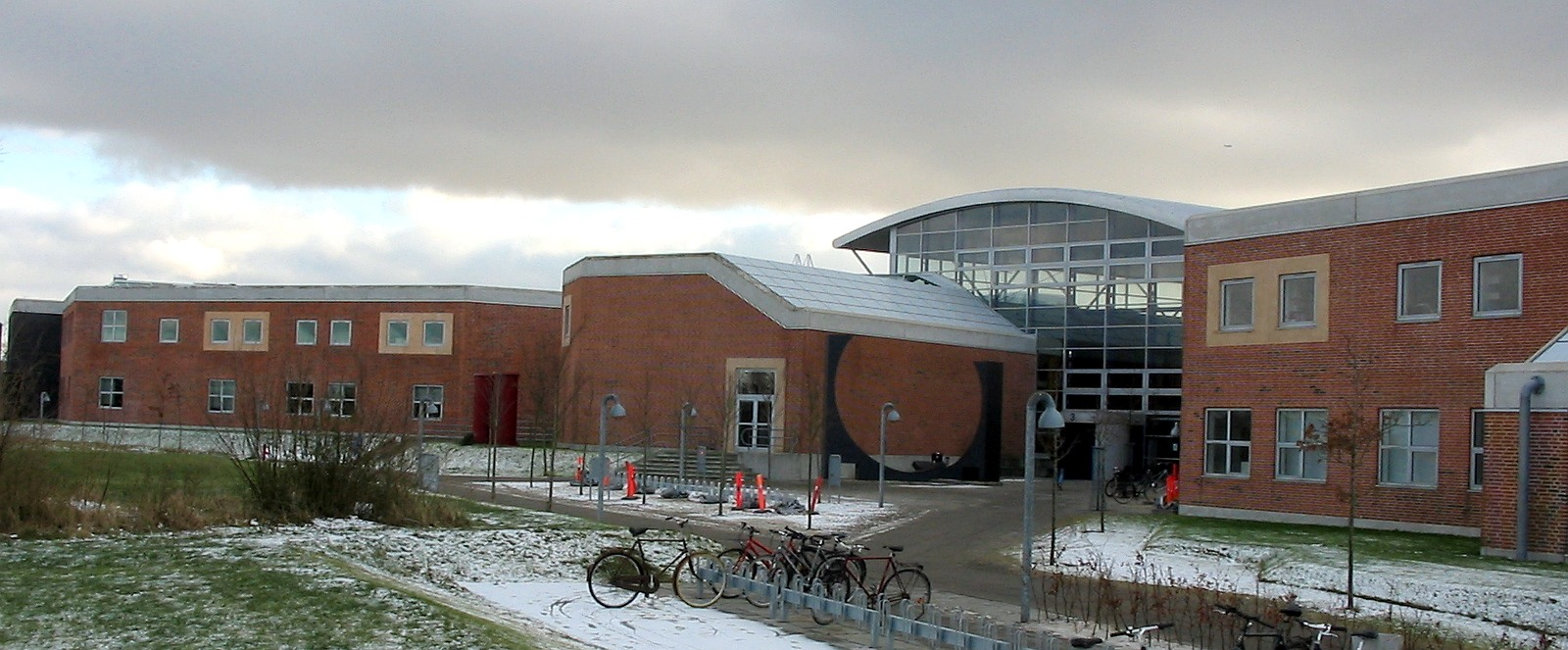
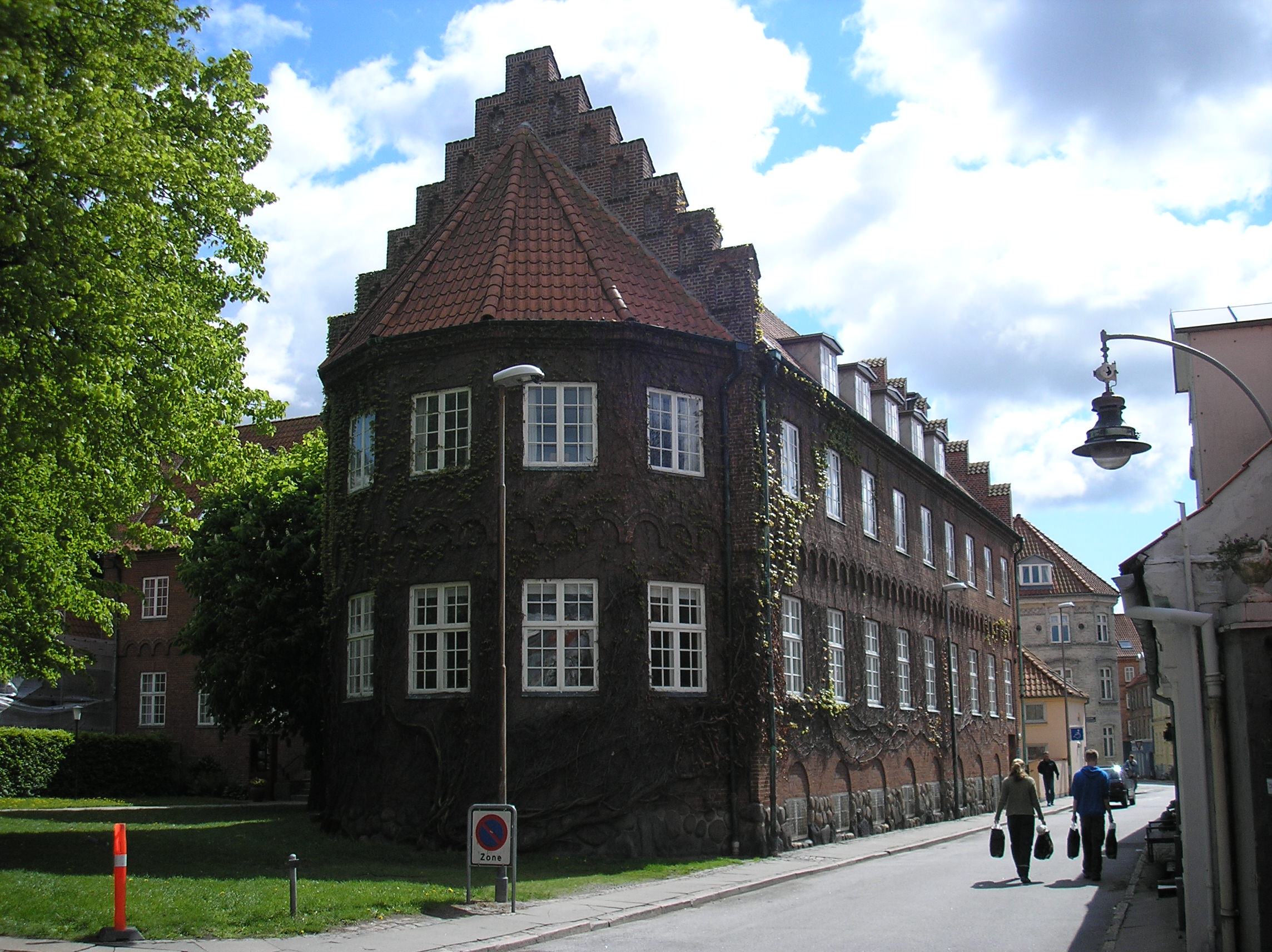
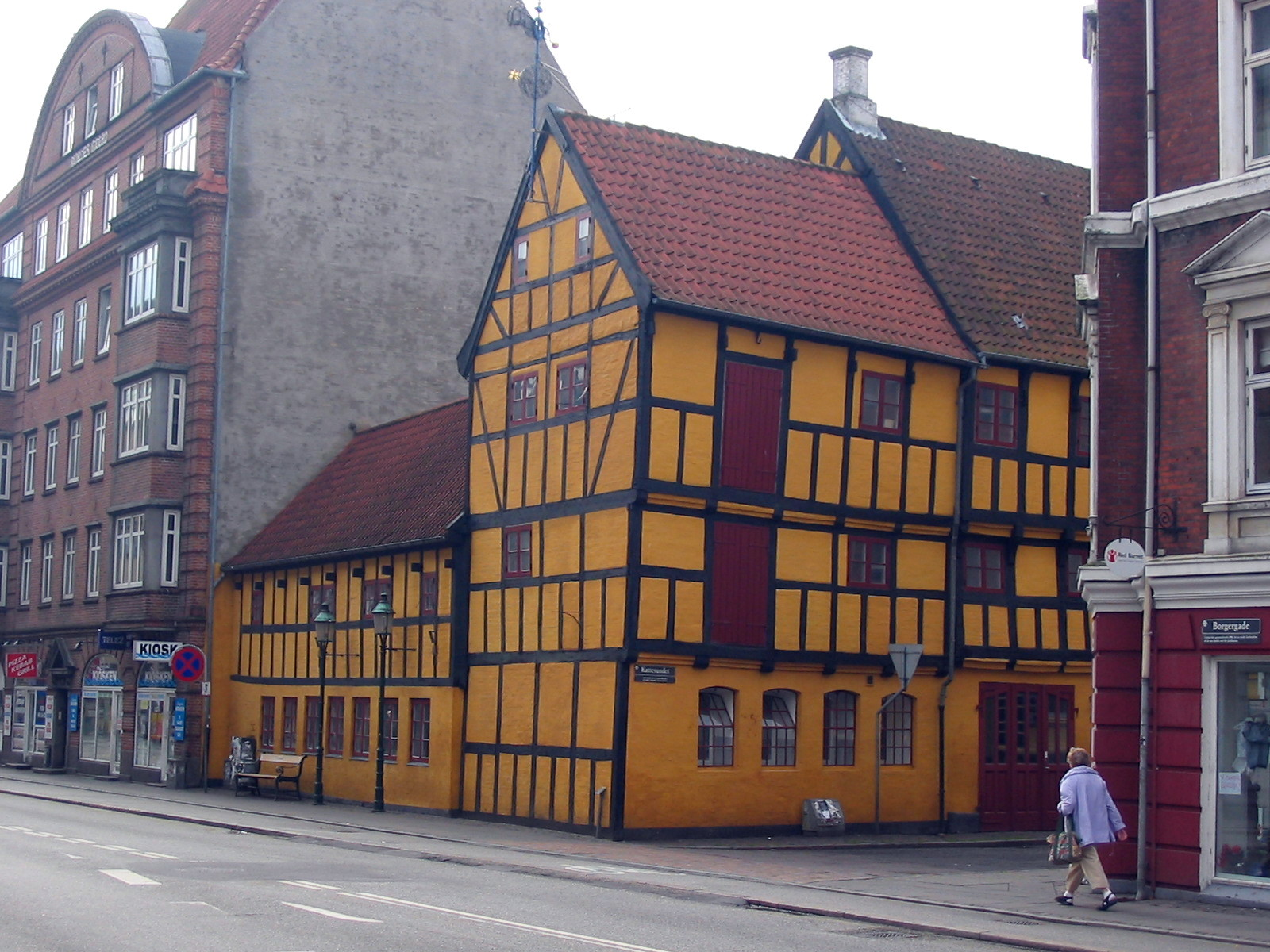

## Железнодорожные станции
- Ольборг (Aalborg)
- Ольборг Вестбю (Aalborg Vestby)
- Линнхольм (Lindholm)
- Скальборг (Skalborg)
- Свенструп (Svenstrup)